# Tipula concava
Tipula concava är en tvåvingeart som beskrevs av Alexander 1926. Tipula concava ingår i släktet Tipula och familjen storharkrankar. Inga underarter finns listade i Catalogue of Life.